# خوان كارلوس سارناري
خوان كارلوس سارناري (بالإسبانية: Juan Carlos Sarnari) مواليد 22 يناير 1942 في سانتا في، الأرجنتين، هو مدرب ولاعب كرة قدم أرجنتيني سابق كان يلعب في مركز الهجوم. سبق له أن لعب في كأس العالم لكرة القدم مع منتخب بلاده وذلك في مونديال عام 1966.

## المسيرة الاحترافية
بدأ سارناري حياته الكروية مع نادي ريفر بليت وهو في السابعة عشرة من عمره. وفي عام 1963 قضى موسمًا مع نادي هوراكان. عاد إلى نادي ريفر بليت من عام 1964 إلى عام 1967. مع ريفر بليت، لم يفز خوان كارلوس سارناري بالدوري الأرجنتيني لكنه تأهل إلى المركز الثاني في عام 1965 وبطولة كوبا ليبرتادوريس في عام 1966، حيث وصل إلى المباراة النهائية وحصل على المركز الثاني. وقد لعب خوان كارلوس سارناري في كأس ليبرتادوريس بشكل متكرر في سنوات أخرى وسجل ما مجموعه 29 هدفاً في هذه المسابقة، مما جعله سادس لاعب من حيث عدد الأهداف في كأس ليبرتادوريس. في عام 1966، تم اختيار سارناري لتمثيل منتخب الأرجنتين لكرة القدم في كأس العالم 1966. في عام 1967 انتقل سارناري إلى تشيلي حيث لعب مع نادي أونيفرسيداد كاتوليكا ونادي أونيفرسيداد دي تشيلي، في عام 1973 انتقل ساناري إلى كولومبيا حيث لعب مع إنديبندينتي ميديلين ونادي إنديبندينتي سانتا في. فاز بلقب الدوري عام 1975 مع ونادي إنديبندينتي سانتا في.

### الأندية التي لعب لها
- ريفر بليت
- هوراكان
- نادي أونيفرسيداد كاتوليكا
- نادي أونيفرسيداد دي تشيلي
- إنديبندينتي ميديلين
- إنديبنديينتي سانتا في

## المنتخب الوطني
لعب سارناري سبع مباريات مع المنتخب الأرجنتيني بين عام 1966 وعام 1967، وسجل فيها، شارك في كأس العالم عام 1966 في إنجلترا. وصل الفريق الأرجنتيني إلى ربع النهائي متجاوزا المنتخب الإنجليزي.

## الإدارة والتدريب
كان سارناري مديرًا للعديد من الأندية في كولومبيا، مثل نادي ديبورتيس كوينديو ونادي إنديبندينتي سانتا في ونادي أونس كالداس.

## إنجازات
| الموسم | النادي                | المنافسة                    |
| ------ | --------------------- | --------------------------- |
| 1975   | إنديبنديينتي سانتا في | الدوري الكولومبي لكرة القدم |

## روابط خارجية
- خوان كارلوس سارناري على موقع الاتحاد الدولي (مؤرشف)  (الإنجليزية)
- خوان كارلوس سارناري على موقع قاعدة بيانات كرة القدم.إي يو (الإنجليزية)
- خوان كارلوس سارناري على موقع ناشيونال فوتبول تيمز (الإنجليزية)
- خوان كارلوس سارناري على موقع عالم كرة القدم.نت (الإنجليزية)